# Борисенко Антін Миколайович
Антін Миколайович Борисенко (1889–1938) — радянський воєначальник, комдив (23.11.1935).
Обирався членом ВУЦВК і ЦВК Молдавської АРСР.

## Життєпис
Народився в селі Гора-Подол, нині Грайворонського району Бєлгородської області Росії, в родині наймита. Українець.
З ранніх років почав працювати: спочатку хлопчиком на кустарній прядильній фабриці, потім — підпаском. Одночасно навчався у сільській школі, яку закінчив у 1901 році. Протягом 1906—1910 років — посильний, потім — переписувач у волосному правлінні. Згодом переїхав до Закавказзя, де працював у казначействах різних міст. Займаючись самоосвітою, екстерном склав іспит за міське училище.
У 1915 році призваний до лав Російської імператорської армії і направлений на навчання до Тифліської школи прапорщиків, яку закінчив у 1916 році. Учасник Першої світової війни, воював у складі 22-го піхотного полку на Кавказькому фронті. Останній чин у РІА — підпоручник.
Після Лютневої революції 1917 року обраний членом, а згодом — головою полкового комітету. З введенням виборності в армії обирається командиром 22-го піхотного полку.
Після демобілізації з армії був членом і заступником голови Грайворонського повітового ревкому. У березні 1918 року організував червоногвардійський загін для боротьби проти українських і німецько-австрійських військ. У боях загін зазнав значних втрат, його залишки влилися до складу 5-го Курського радянського полку. Член РКП(б) з червня 1918 року.
У лавах РСЧА з 1918 року. Учасник радянсько-української війни на Східному та Південному фронтах. Почергово обіймав посади інструктора, командира роти, командира батальйону 5-го Курського стрілецького полку. Брав участь у боях на Дону у складі 15-ї Інзенської стрілецької дивізії. Після важкого поранення відправлений на лікування на батьківщину, у Грайворон. Влітку 1919 року, при наступі військ Добровольчої армії генерала А. І. Денікіна на Москву, сформував загін добровольців, який наприкінці червня 1919 року влився у 1-й Грайворонський революційний полк 9-ї стрілецької дивізії, обраний командиром цього полку. З серпня 1919 року — командир 78-го стрілецького полку 1-ї кінної армії, згодом — командир 2-ї бригади 9-ї стрілецької дивізії (з квітня 1920 року — 26-ї стрілецької бригади). Наприкінці 1921 року призначений командиром 5-ї окремої Кавказької стрілецької бригади. З червня 1922 року — командир, а з лютого 1923 року — помічник командира 30-ї Кавказької стрілецької дивізії. Протягом 1922—1923 років навчався на Вищих академічних курсах РСЧА (ВАК РСЧА) у Москві.
У липні 1924 року призначений начальником школи Червоних старшин імені ВУЦВК Українського військового округу (м. Харків).
У 1929 році закінчив Курси удосконалення вищого керівного складу (КУВНАС) у Москві. З січня того ж року — командир і військком 45-ї Волинської стрілецької дивізії, а після її переформування у 1932 році — 45-го механізованого корпусу.
У вересні 1937 року звільнений у запас. 4 жовтня того ж року заарештований органами НКВС СРСР. Розстріляний 22 серпня 1938 року. Посмертно реабілітований 8 грудня 1956 року.

## Нагороди
Нагороджений двома орденами Червоного Прапора РСФРР (1920, 1921). Повний Георгіївський кавалер (1916—1917).